# 小行星3486
小行星3486（3486 Fulchignoni）是一颗绕太阳运转的小行星，为主小行星带小行星。该小行星于1984年2月5日发现。

## 轨道参数
小行星3486的轨道半长轴为2.4310619 UA，离心率为0.181。